# Tribalus suturalis
Tribalus suturalis är en skalbaggsart som beskrevs av Lewis 1908. Tribalus suturalis ingår i släktet Tribalus och familjen stumpbaggar. Inga underarter finns listade i Catalogue of Life.